# (6130) Hutton
(6130) Hutton ist ein die Marsbahn kreuzender Asteroid des Hauptgürtels, der am 24. September 1989 vom britisch-australischen Astronomen Robert McNaught am Siding-Spring-Observatorium (IAU-Code 413) in der Nähe von Coonabarabran in Australien entdeckt wurde.
Benannt wurde er am 6. Januar 2007 nach dem schottischen Naturforscher und Geologen James Hutton (1726–1797), der als einer der Begründer der modernen Geologie, speziell der Vorstellung des Kreislaufs der Gesteine und des Aktualismus gilt.